# Børnestavning
Børnestavning er en form for skrivning hvor børn i indskolingsalderen skriver de bogstaver i ordene, som de kan høre. Tanken er at skriftsproget udvikler sig ligesom talesproget. Et lille barn taler ikke korrekt som 2 årig, men efterhånden tilpasses sproget og bliver til sidst korrekt.
Et eksempel kan være:
| „ | vess man skule stave til elefant skal man bare skrive det man kan høre og man kan ikke stave fokeret nrå man børenettavning | “ |

Børnene staver ikke blot individuelle ord anderledes end den sædvanlige retstavning; 
en frase af ord kan også smelte sammen til et enkelt langt ord, som for eksempel i
"komoglaos hyge" for "kom og lad os hygge".
Videnskabelige studier har undersøgt om børnestavning fører til forbedringer i læsning og stavning.
Pia Juuls fem-årige lillebror stod for et digt, "Jaj vel vao fråman" ("Jeg vil være frømand"), skrevet med danske børnestavning og udgivet i antologien Fugleskrig.